# La mia jungla
La mia jungla è una webserie di genere commedia a tema famigliare del 2020, in 10 episodi da 4 minuti, ideata da Giovanni Scifoni con la collaborazione di Gero Arnone. Il primo episodio è stato distribuito sulla piattaforma RaiPlay il 1º maggio 2020.

## Trama
Una famiglia, padre, madre e tre figli, vive la fase finale del periodo di confinamento da COVID-19 in Italia, in mezzo a varie storie e situazioni paradossali. Dal lavoro agile al rientro al lavoro con i figli a casa in fase 2, agli esami di maturità', l'organizzazione delle vacanze nella nuova situazione, fino alla ripresa della scuola a settembre.

## Produzione
Il format fa seguito alla serie web autoprodotta da Scifoni e pubblicata su Facebook Santo del Giorno, e ne mantiene alcuni elementi caratteristici.
La serie è stata realizzata quasi interamente da riprese effettuate nella casa dell'autore.

## Sigla
La sigla iniziale è tratta dal brano Perfetto uniformato degli Eugenio in Via Di Gioia.

## Riconoscimenti
- 2020 – Prix Italia

- - Miglior Web Fiction[2][3]